# Porque la sangre es la vida
Porque la sangre es la vida (en inglés: For the Blood is the Life) es un relato de vampiros del escritor Francis Marion Crawford escrito en 1905 y publicado en la revista estadounidense Collier's The National Weekly.

## Sinopsis
El narrador, que bien podría tratarse del propio Crawford, está cenando con Holger, un amigo pintor, en la terraza de un viejo torreón construido en la costa oeste de Calabria por el emperador Carlos V para proteger la zona de los ataques de los piratas del norte de África.
Cuando la luna realza divisan un pequeño montículo en la ladera de una montaña próxima. Holger sospecha que se trata de una tumba y cree distinguir un cadáver tendido sobre ella y decide acercarse para comprobarlo. Su anfitrión, que ya conoce el fenómeno, le deja hacer. Cuando Holger se acerca, el ser brumoso que hay tendido parece levantarse e intentar agarrarlo, aunque el pintor no puede verlo desde donde está.
Tras regresar Holger a la torre sin haber visto nada, su anfitrión le cuenta la historia del lugar. El viejo Alario se estaba muriendo y enviaron a la sirvienta Cristina a buscar un médico, pero en las cercanías se encontró con dos albañiles que estaban trabajando en la casa y habían robado un cofre de hierro. Asustados, mataron a la muchacha para que no los delatara y la enterraron con el cofre, tras lo que volvieron al pueblo para que no notaran su ausencia.
Cuando Alario muere, el robo es descubierto y los dos albañiles son acusados como principales sospechosos, sin embargo, éstos consiguen escapar. Ante la ausencia de Cristina, muchos en el pueblo sospechaban que estaba confabulada con los albañiles y que ha huido con ellos.
Ángelo, el hijo de Alario, permanece pobre y solo en la casa de su padre. Sin embargo, durante las noches, cuando regresa del trabajo diario comienza a ser acosado en sueños por una extraña mujer de labios muy rojos. Una noche despierta en medio del desfiladero, tiritando de frío y muy débil. Finalmente Ángelo es atraído a un montículo donde le espera Cristina, que bebe su sangre en las noches siguientes.
Sin embargo, Antonio, el guarda del torreón cercano, presencia lo que ocurre y acude al sacerdote local, a quien decide pedir ayuda. Antonio y el sacerdote suben hasta el montículo. Allí se encuentra con Ángelo, inconsciente y con sangre en el cuello y con una vampira que le está chupando la sangre. El sacerdote ahuyenta a la criatura arrojándole agua bendita. Antonio y el sacerdote se pusieron a cavar en el montículo y allí encuentran el cuerpo de la vampira, al que le clavan una estaca. También encuentran el cofre de hierro con la herencia de Ángelo. Sin embargo, el joven, atemorizado, decide emigrar a Sudamérica.
A pesar de las precauciones tomadas por Antonio y el sacerdote, según cuenta el narrador, algo sigue todavía merodeando en torno al montículo.